# Aldabrachelys grandidieri
Aldabrachelys grandidieri (лат.) — вымерший вид черепах, эндемичный для Мадагаскара. Митохондриальная ДНК, извлечённая из субфоссильной кости, подтверждает, что это отдельный вид.

## Описание
Aldabrachelys grandidieri была гигантской черепахой, одной из крупнейших в мире, с длиной панциря около 125 см. Первоначально это был один из шести эндемичных видов черепах Мадагаскара (два крупных вида Aldabrachelys, два средних Astrochelys и два маленьких Pyxis).
От всех других Aldabrachelys этот вид отличается массивным, уплощённым или вдавленным панцирем, выпуклыми боками панциря, вершиной носового отверстия выше вершины глазниц, расходящимися квадратными костями, широкими заднеглазничными костями и очень большим отростком сошника. У него также был необычайно толстый и прочный панцирь, возможно, для защиты от хищников. Судя по всему, этот преимущественно пасся на сухих и заболоченных лугах.

## Вымирание
Эти черепахи исчезли 1250—2290 лет назад. Похоже, они вымерли вскоре после того, как с Африканского материка на остров прибыли люди. В отличие от своего более распространенного родственника гигантской черепахи, также вымершей гигантской черепахи Aldabrachelys abrupta, массивным Aldabrachelys grandidieri, похоже, не удавалось сосуществовать с людьми в течение какого-либо периода времени.

## Экология
Aldabrachelys grandidieri (наряду с Aldabrachelys abrupta), вероятно, были распространителями семян шести видов баобабов (Adansonia spp.), эндемичных для Мадагаскара. В ходе эксперимента современные гигантские черепахи с острова Альдабра (Aldabrachelys gigantea) охотно поедали плоды Adansonia rubrostipa. Другие экологические функции гигантских черепах, вероятно, включали вытаптывание и выборочное поедание растительности. Предполагается, что для восстановления этих функций можно использовать завезенных с острова Альдабра гигантских черепах.

## Фотографии ископаемых образцов

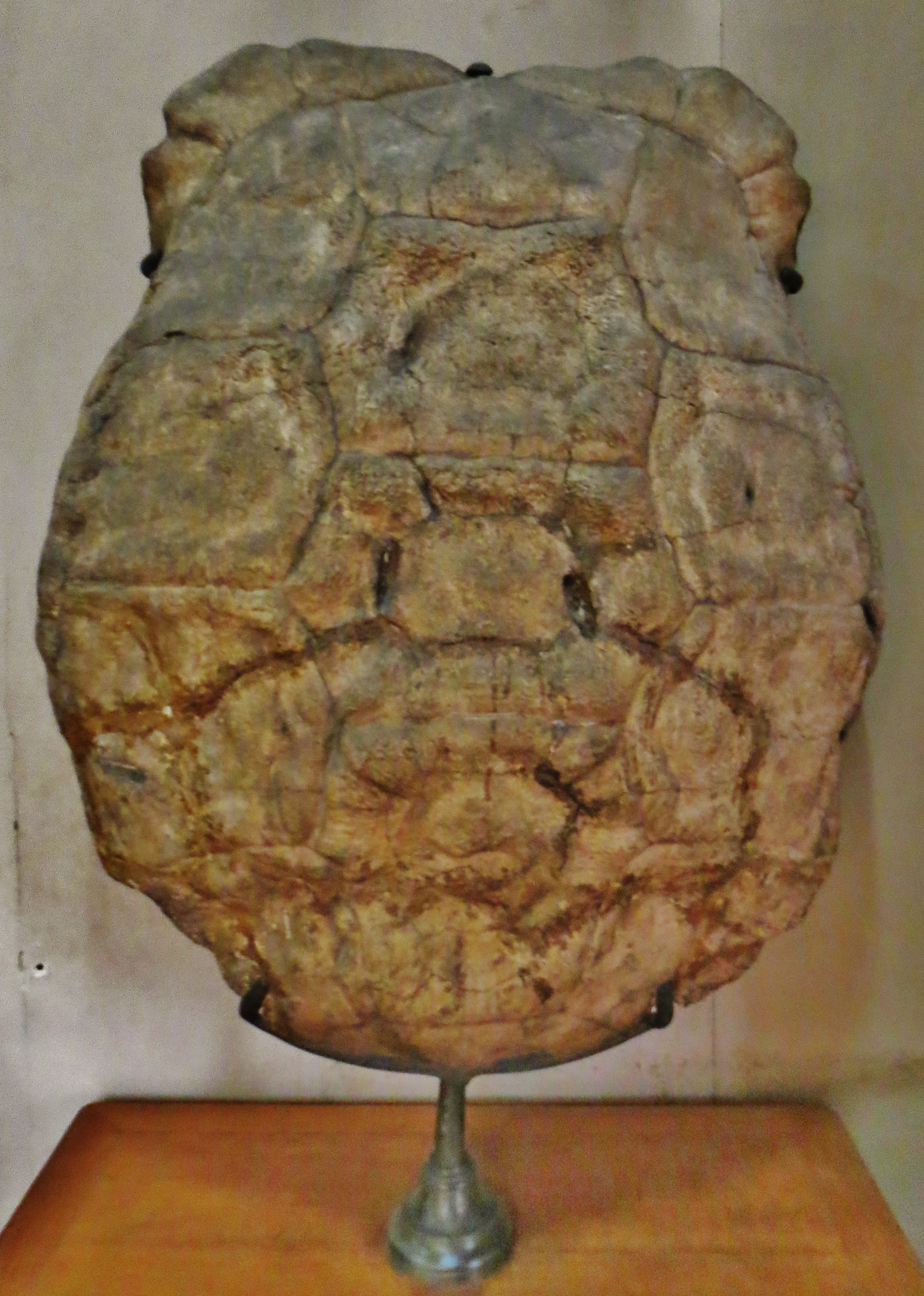
Ископаемый панцирь, вид сверху
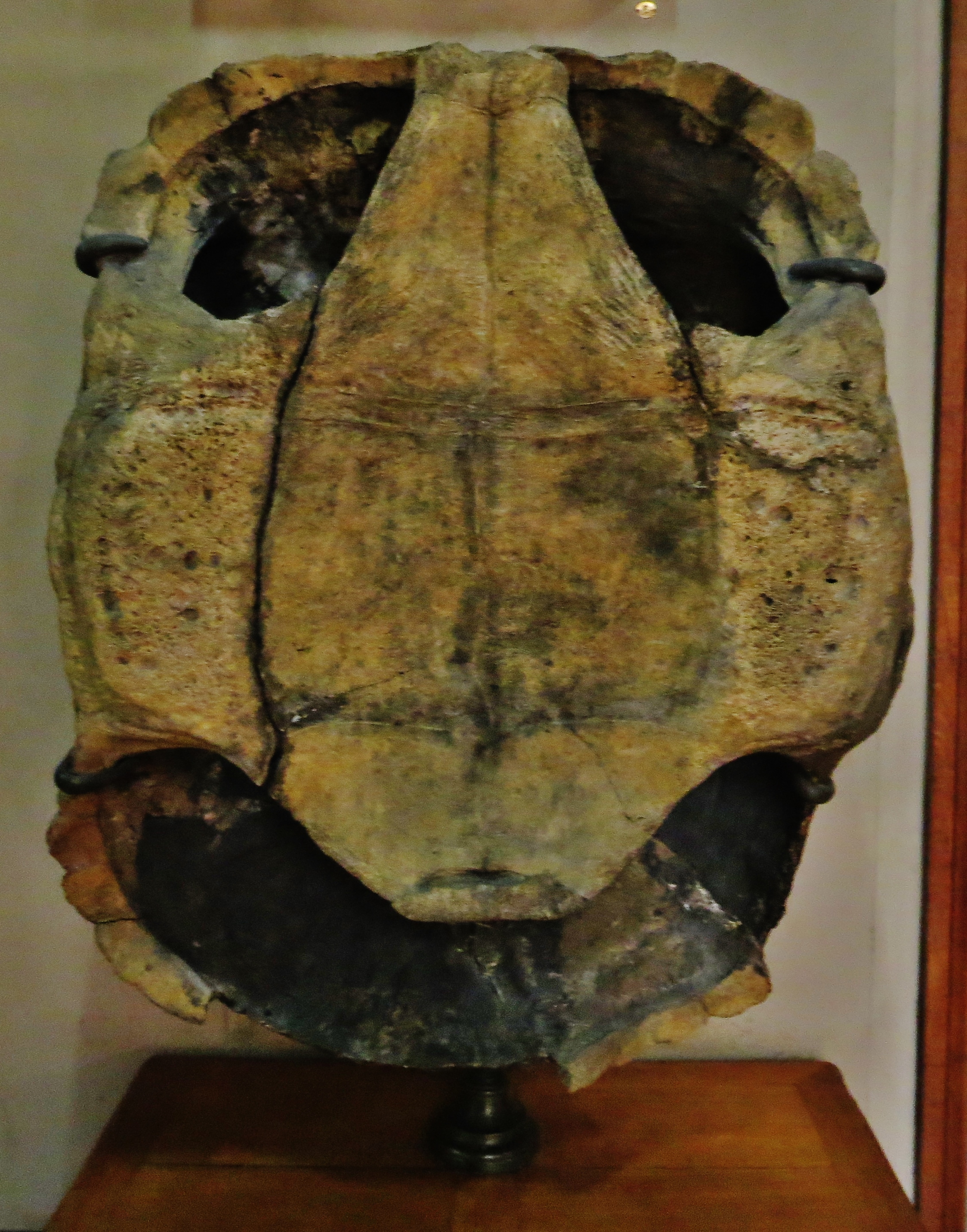
Ископаемый панцирь, вид снизу